# Râul Topolnița
Râul Topolnița este un curs de apă, afluent al Dunării. 
Acesta izvorăște din podișul Mehedinți și își are gura de vărsare la ~12 km de Drobeta Turnu-Severin. 
Râul Topolnița creează prin calcare două formațiuni carstice: Cheile Topolniței și Peștera Topolnița. 